# Дистраксьон
Дистраксьон (исп. Distracción) — город и муниципалитет на северо-востоке Колумбии, на территории департамента Гуахира.

## История
Город был основан в 1845 году.

## Географическое положение

Муниципалитет Дистраксьон

Город расположен в юго-восточной части Гуахиры, на правом берегу реки Ранчерия, на расстоянии приблизительно 68 километров к югу от Риоачи, административного центра департамента. Абсолютная высота — 203 метра над уровнем моря.

Площадь муниципалитета составляет 232 км².

## Население
По данным Национального административного департамента статистики Колумбии, совокупная численность населения города и муниципалитета в 2012 году составляла 14 695 человек.
Динамика численности населения города по годам:
| 2005   | 2006   | 2007   | 2008   | 2009   | 2010   | 2011   | 2012   |
| ------ | ------ | ------ | ------ | ------ | ------ | ------ | ------ |
| 11 962 | 12 391 | 12 789 | 13 184 | 13 568 | 13 944 | 14 325 | 14 695 |

Согласно данным переписи 2005 года мужчины составляли 50 % от населения города, женщины — соответственно также 50 %. В расовом отношении белые и метисы составляли 70,7 % от населения города; индейцы — 16,7 %; негры, мулаты и райсальцы — 12,6 %.
Уровень грамотности среди всего населения составлял 86,5 %.

## Экономика
Основу экономики Дистраксьона составляет сельскохозяйственное производство. На территории муниципалитета выращивают сахарный тростник, маниок, кукурузу и какао.

45,9 % от общего числа городских и муниципальных предприятий составляют предприятия торговой сферы, 35,8 % — предприятия сферы обслуживания, 17,9 % — промышленные предприятия, 0,4 % — предприятия иных отраслей экономики.